# Spanyol aranykor
A spanyol aranykor a történelmi újkor eleje — az az időszak, amelyben a rohamosan fejlődő, gazdagodó Spanyolország volt a világ vezető gazdasági-politikai hatalma, egyúttal a legkülönfélébb művészetek elismert központja. Az eredeti, El Siglo de Oro spanyol kifejezés tükörfordítása az arany évszázad.

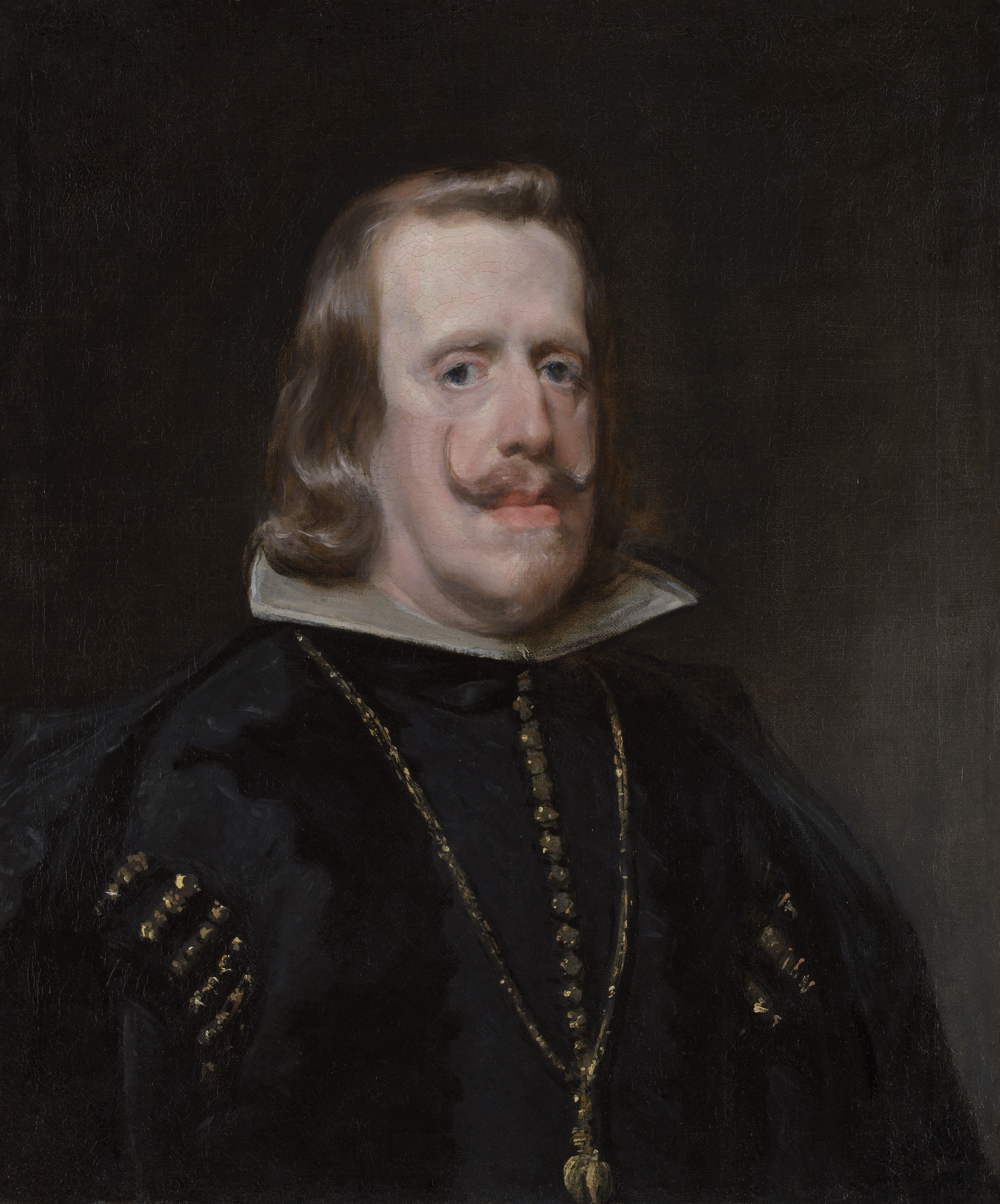
Velázquez: IV. Fülöp (1656) — London, National Gallery

## A korszak határai
Nincs közmegegyezés arról, hogy mettől meddig tartott, de a használt évszámok kevéssé különböznek. Legkorábbi kezdőpontjának 1492-t használják. Ebben az évben:
- ért véget a reconquista (hódította meg a Granadai Emírséget Aragóniai Ferdinánd és Kasztíliai Izabella;
- indult első útjára Kolumbusz Kristóf;
- adták ki Antonio de Navarra spanyol nyelvtanát (Gramática de la lengua castellana).[1]

Politikailag legkésőbbi záró dátuma 1659, amikor Spanyolország és Franciaország ratifikálta a Pireneusi Szerződést. A művészetek korszakolásában ezt a határt gyakran kitolják 1681-ig; ebben az évben halt meg Pedro Calderón de la Barca, a korszak utolsó nagy írója.

## A művészetekben

### Festészet
A kor legismertebb festője Velázquez, aki sok éven át dolgozott IV. Fülöp spanyol király udvarában.
Velázquez kortársa és barátja, Francisco de Zurbarán (1598–1664) főleg vallásos témájú műveiről híres.

### Zene
Az ávilai katedrálisban fejlesztette ki a spanyol reneszánsz zene alapjait:
- Bernardino de Ribera (1520 k. – 1580 k.) és
- Juan Navarro (1530–1580 k.).

Az ő tanítványaik voltak a későbbi nagy zeneszerzők, így Tomás Luis de Victoria.